# Torneo de Viña del Mar 2008
El Torneo de Viña del Mar es un torneo de tenis que se jugó en arcilla. Se disputó en la ciudad de Viña del Mar. Fue la 15° edición oficial del torneo. Se realizó entre el 28 de enero y el 3 de febrero.

## Campeones

### Individuales Masculino
Fernando González venció a  Juan Mónaco por W/O

### Dobles Masculino
José Acasuso /  Sebastián Prieto vencieron a  Máximo González /  Juan Mónaco por 6-1, 3-0 y ret.